# 1148
1148 (MCXLVIII) fue un año bisiesto comenzado en jueves del calendario juliano.

## Nacimientos
- Estefanía Alfonso "la Desdichada". Hija ilegítima de Alfonso VII el Emperador, rey de Castilla y León. Esposa de Fernán Ruiz de Castro "el Castellano"

## Fallecimientos
- 2 de noviembre - Malaquías de Armagh, arzobispo católico irlandés.